# Adolf Buchner

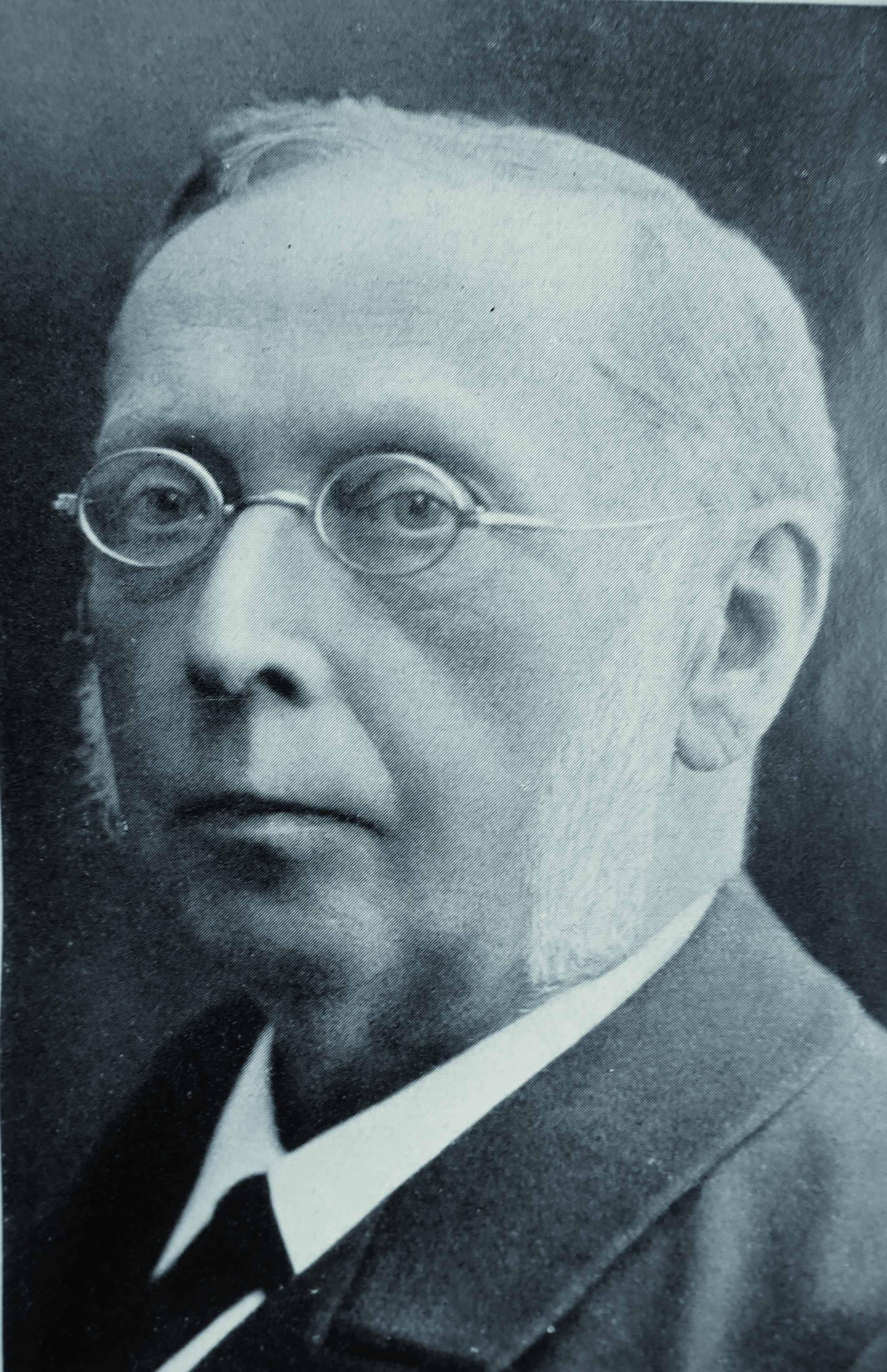
Adolf Buchner

Adolf Buchner  (* 1829; † 12. Februar 1911 in Darmstadt) war von 1899 bis 1907 Präsident des Oberkonsistoriums der evangelischen Landeskirche im Großherzogtum Hessen.

## Familie
Adolf Buchner heiratete die Tochter des Pfarrers von Sinsheim.

## Karriere
Nach dem Studium der Rechtswissenschaft arbeitete er zunächst als Gerichtsakzessist am Hofgericht Darmstadt. Dort erhielt er 1860 seine Zulassung als Advokat und Prokurator. Nach der Reichs-Justizreform 1879 war er Rechtsanwalt beim Landgericht Darmstadt und dem Oberlandesgericht Darmstadt, zudem Vorsitzender der Anwaltskammer für den Bezirk dieses Oberlandesgerichts. 1886 wechselte er in den Staatsdienst, wurde weltlicher Rat im Oberkonsistorium der Evangelischen Landeskirche Hessen  und erhielt den Titel „Geheimer Oberkonsistorialrat“. Gleichzeitig gab er seine Zulassung zur Rechtsanwaltschaft beim Oberlandesgericht und beim Landgericht Darmstadt auf. Er setzte sich für eine engere Zusammenarbeit der evangelischen Landeskirchen in Deutschland ein, förderte den Deutschen Evangelischen Kirchenausschuss, einen Vorläufer des Deutschen Evangelischen Kirchenbundes, und unterstützte eine Reihe von Sozialeinrichtungen im Großherzogtum. 1899 – im Alter von 70 Jahren – wurde er zum Präsidenten des Oberkonsistoriums ernannt, ein Amt, das er bis 1907 innehatte, als er in den Ruhestand ging.

## Weitere Engagements
- 1867 Schriftführer des Hessischen Landesvereins vom Roten Kreuz[4]
- 1874 Mitglied der Landessynode und an der Ausarbeitung der in diesem Jahr in Kraft getretenen neuen Kirchenverfassung für die Evangelische Landeskirche in Hessen beteiligt.[3]
- 1891 Vorsitzender der Verwaltungskommission der Landeskreditkasse[1]
- 1896–1911 Vorsitzender des Hessischen Landesvereins vom Roten Kreuz. Er setzte sich für einen Zusammenschluss der deutschen Landesverbände unter preußischer Führung ein.[5]

## Ehrungen
- 1883 Geheimer Justizrat[1]
- 1889 Ritterkreuz I. Klasse des Verdienstordens Philipps des Großmütigen[1]
- 1894 Preußischer Kronenorden II. Klasse[1]
- 1897 Komturkreuz II. Klasse des Verdienstordens Philipps des Großmütigen[1]
- 1899 Ehrendoktor der Theologischen Fakultät der Landesuniversität Gießen anlässlich seines 70. Geburtstages[3]
- 1899 Preußische Rote-Kreuz-Medaille II. Klasse[1]
- 1907 Wirklicher Geheimrat mit dem Prädikat „Exzellenz“[1]
- 1910 Preußische Rote-Kreuz-Medaille I. Klasse[1]